# Rumänien i olympiska vinterspelen 1948
Rumänien deltog med sju deltagare vid de olympiska vinterspelen 1948 i Sankt Moritz. Ingen av landets deltagare erövrade någon medalj.